# آندریا لوسی
آندریا لوسی (انگلیسی: Andrea Luci؛ زادهٔ ۳۰ مارس ۱۹۸۵) بازیکن فوتبال اهل ایتالیا است.
از باشگاه‌هایی که در آن بازی کرده‌است می‌توان به باشگاه فوتبال آسکولی، باشگاه فوتبال فیورنتینا، باشگاه فوتبال یوونتوس، باشگاه فوتبال دلفینو پسکارا، و باشگاه فوتبال لیورنو اشاره کرد.